# ダッドリー・ボーイズ
ダッドリー・ボーイズ（Dudley Boyz）は、かつてECWで活動していたプロレスラーのユニット。WWEを退団後は権利上の問題からチーム3D（チーム・スリー・ディー、Team 3D）に変更して活動していた。

## 概要

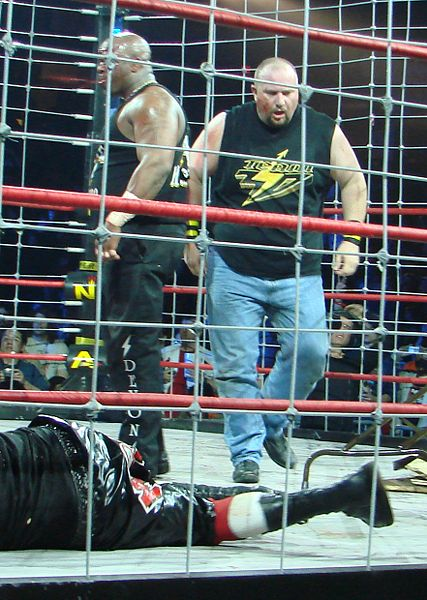
ディーボン（左）、ババ・レイ（右）

所属メンバーはギミック上異母兄弟となっている。これは、デビッド・ダッドリーという架空の人物が多くの女性との間に子供をもうけ、その子供たちが皆プロレスラーとして集結した、という設定があることによる。そのためリングネームは皆名字にダッドリーを名乗っていた。また遺伝的に近眼であるという設定で、父親からもらった眼鏡をトレードマークとしていた。異母兄弟という設定であったことから、白人、黒人、インディアンなど多彩なキャラクターから構成されていた。兄弟全員が迷彩色のコスチュームを着用していた。メンバーはギミック上、ダッドリービルという架空の町の出身を名乗る（ただし同名の町がアリゾナ州に存在する）。
ハードコアマッチ、特にテーブルマッチを得意としており、レスラーのみならずマネージャーや関係者など老若男女を問わずテーブルに叩きつけ破壊するパフォーマンス（テーブル送り）で人気を博す。
なお、WWEに登場後の日本の放送ではなぜか字幕の台詞が岡山弁で翻訳されていた。それはチーム3DとなってWWEを去ってからも、専門誌のインタビュー記事で継承されている。

## 来歴

### ECW - WWE
1995年7月1日、ECWにヒールチームとして初登場。オリジナルメンバーはダッドリー・ダッドリー、ビッグ・ディック・ダッドリー、リル・ショット・ダッドリーの3人。徐々に兄弟のメンバーが増えていく。
ババ・レイ・ダッドリー、ディーボン・ダッドリーの両名は1999年にECWからWWEに移籍していたが、2001年にECWが消滅し、WWEに吸収された後はスパイク・ダッドリーも加わって3人のチームとして活動する。途中女性マネージャーとしてステイシー・キーブラーがチームに加わったことがある（ただしステイシーは「ダッドリー公爵夫人」という扱いで兄弟のギミックは設定されなかった）。TLC戦に代表されるハードコアマッチで有名となり、ハーディー・ボーイズなどと抗争を繰り返す。2002年にWWEのテレビ番組がロウ、スマックダウンに分割された際にチームは一旦解散するが、同年中ごろに復活する。
WWEにおいても基本はヒール路線だったが、その人気から徐々にベビーフェイス寄りになっていった。ただし、2004年にスマックダウンにECW出身のポール・ヘイマンが登場したときにそのマイクパフォーマンスにそそのかされて、同じECW出身でベビーフェイスのロブ・ヴァン・ダムを襲って再度ヒール化しようとするなど、あくまでヒールの路線を維持しようとしていた。

### チーム3D

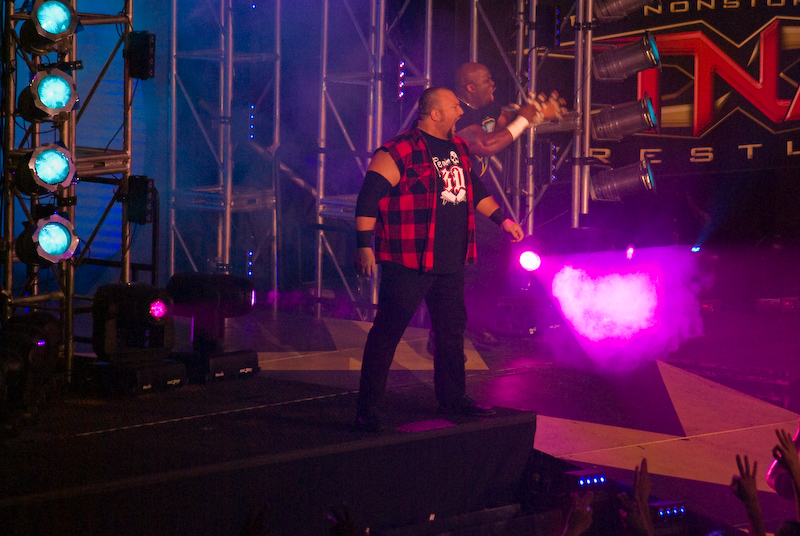
チーム3D

2005年7月にメンバー全員がWWEから解雇される。「ダッドリー・ボーイズ」の名称はWWEが商標登録していたため、解雇とともにダッドリー・ボーイズを名乗れなくなった。そのため、ダッドリー・ボーイズ内でのババ・レイ、ディーボンのチーム名として以前から名乗っていたチーム3Dを名乗っていくこととなった。
チーム名称をチーム3Dに変更後、ババ・レイとディーボンはTNAに所属。リングネームも「ブラザー・レイ」、「ブラザー・ディーボン」と変更。また2005年10月1日に全日本プロレスに参戦を果たし、同年の世界最強タッグ決定リーグ戦にて全勝で初優勝を遂げている。また2006年3月5日には、ハッスルへも参戦を果たしている。2006年にはハッスル参戦以降行動を別にしていたスパイク・ダッドリーも「ブラザー・ラント」のリングネームでTNAに参戦、レイとディーボンに合流した。
2007年より、フロリダ州キシミーにプロレススクール「Team 3D Academy」を開校。
2008年には新日本プロレスにも参戦。2009年1月4日の東京ドーム興行にてG・B・HからIWGPタッグのベルトを獲得し、日本では1度も敗戦していない。
2010年1月、CMLLでの武者修行から日本に戻ってきたNO LIMITに、3WAYマッチの特徴を利用されて防衛記録4回で王座陥落。その後はTNAのリングに戻る。同年6月10日に突如ラントとディーボンが裏切り、レイが孤立。その後レイ対ラント&ディーボンの抗争を展開し、結局レイがリングネームを「ブリー・レイ」に改名して独立し、ラントが解雇されディーボンもシングルレスラーとして活動を開始した為、事実上の解散となった。
2012年より、ディーボンはヒールユニットであるエイシズ・アンド・エイツの一員となり、ブリーはチームTNAの一員として抗争を開始。2013年3月のPPVであるLockdown 2013において、ブリーとジェフ・ハーディーによるTNA世界ヘビー級王座戦の試合中にディーボンが介入、ブリーにハンマーを渡し、ブリーがジェフをハンマーで殴打して勝利を得た。結局ブリーはエイシズ・アンド・エイツのメンバーだったことを明かした。また、一夜限りのPPVであるワンナイト・オンリーPPVでエイシズ・アンド・エイツ内でチーム3Dを再結成している。

### WWE - 解散
2015年8月24日のRAWにて、ルチャ・ドラゴンズ対ニュー・デイの試合後に突然登場、ニュー・デイのウッズに3Dを浴びせ、WWEに電撃復帰。しかし2016年8月22日、RAWにてスピーチを行い退団を発表した。
10月、HOG（House of Glory）に参戦するも、12月にディーボンが引退を表明し、チームは解散した。
ディーボンは現在WWEのエージェントとして活動している。一方、ブリーはROHに参戦していたが、2017年10月ブリーもレスラーとしての引退を表明した。
2018年1月29日、WWE殿堂入りが発表された。

## メンバー
ECW解散後、単に「ダッドリーボーイズ」と言えばWWEに移籍したババ・レイ、ディーボンの2人、もしくはスパイクを入れた3人を指す
- ババ・レイ・ダッドリー（五男）（ブラザー・レイ、ブリー・レイ）
- ディーボン・ダッドリー（八男）（ブラザー・ディーボン、ディーボン）

## 元メンバー
- スパイク・ダッドリー（末弟）（ブラザー・ラント、マット・ハイソン）
  - 「○男」ではなく「末弟」とされているのは兄弟が増える余地を残すためにしていたが、ECW解散後でも末弟の扱いのままとなっている。

ECW時代にいた兄弟・親戚
- ダッドリー・ダッドリー（長男）
- ビッグ・ディック・ダッドリー（次男）
- リル・ショット・ダッドリー（三男）
- ダンス・ウィズ・ダッドリー（四男）
- チャビー・ダッドリー（六男）
- サイン・ガイ・ダッドリー（七男）
  - 非戦闘要員。場外でサインボードを掲げるのが役目。
- カズン・ルーク・ダッドリー（従兄弟）
- カズン・ブッチ・ダッドリー（従兄弟）
- スタッドリー・ダッドリー
  - 非戦闘要員。マネージャー兼リングアナウンサー。
- レディ・ダッドリー
  - 非戦闘要員。ダッドリーファミリー唯一の女性。
- シュマック・ダッドリー
  - ビック・ディックがECW退団後にインディ団体でパートナーとして誕生させたダッドリーで非公認扱い。

## 得意技

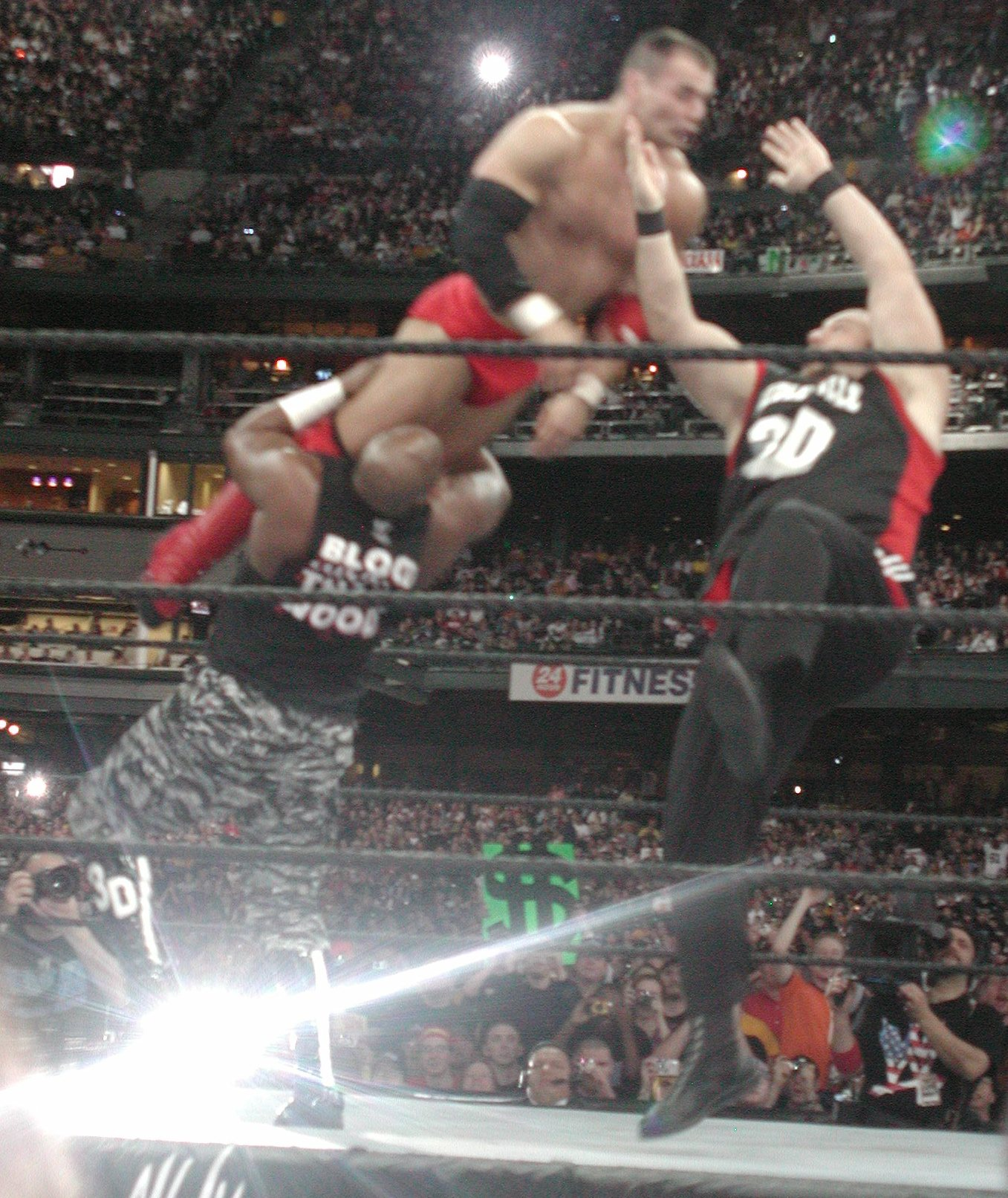
ダッドリー・デス・ドロップ
ロープに振った相手をディーボンがフラップジャックの体勢で上空に放り上げて足を掴み、ババ・レイが相手頭部を空中でキャッチしダイヤモンド・カッターの基本形に移行し、相手をマットに叩きつける。この技の頭文字 (Dudley Death Drop) から3Dとも呼ばれ、チーム3Dの名前の由来ともなっている。
リバース・3D
ババ・レイがバックドロップで相手を抱えた後、ディーボンがネックブリーカーの基本形に移行し、相手をマットに叩きつける。
ワッツ・アップ
ババ・レイがWatz Up!（なんぼのもんじゃぁ!）と叫んでからディーボンが相手の股間へコーナーからヘッドバットを行う。また、スパイクもやっていた。
スパイク投げ
ババ・レイがスパイクを場外にいる敵に向けて投げる技。敵対している時でもこの技を使う。
パワーボム・オン・ザ・テーブル
テーブル（たまに火炎テーブルや有刺鉄線テーブル）上に向けてのパワーボム。ECW時代によく使用され、ブレイクのきっかけとなる。スパイクやボールズ・マホーニーが餌食だった。

## 入場曲
- Highway to Hell
- C.R.E.A.M
- Fundamental
- Ollie Stalefish
- We're Comin' Down
- Turn The Tables（Saliva）
- Bombshell（Powerman5000）
- Watch Out, Watch Out
- Deadman's Hand（Instrumental）
- Deadman's Hand

## タイトル歴
- ECW
  - ECW世界タッグ王座：8回
- WWF / WWE
  - WCWタッグ王座：1回
  - WWF / WWE世界タッグ王座：8回
  - WWEタッグ王座：1回
  - WWE殿堂（2018年）
- TNA
  - NWA世界タッグ王座：1回
  - TNA世界タッグ王座：2回
  - TNA殿堂（2014年）
- 全日本プロレス
  - 世界最強タッグ決定リーグ戦 優勝 （2005年）
- 新日本プロレス
  - IWGPタッグ王座：2回（第52代、54代）
- ハッスル
  - ハッスルスーパータッグ王座：1回